# NGC 2218
NGC 2218 في الفهرس العام الجديد، هي مجرة، تقع في كوكبة التوأمان. اكتشفت في 13 يناير 1853 .

## روابط خارجية
- NGC 2218 على موقع ويكي سكاي: DSS2, SDSS, GALEX, IRAS, Hydrogen α, X-Ray, Astrophoto, Sky Map, Articles and images